# Coracomyia woodi
Coracomyia woodi är en tvåvingeart som beskrevs av Cortes 1976. Coracomyia woodi ingår i släktet Coracomyia och familjen parasitflugor. Inga underarter finns listade i Catalogue of Life.